# Place de mesure d'antenne en Brueck

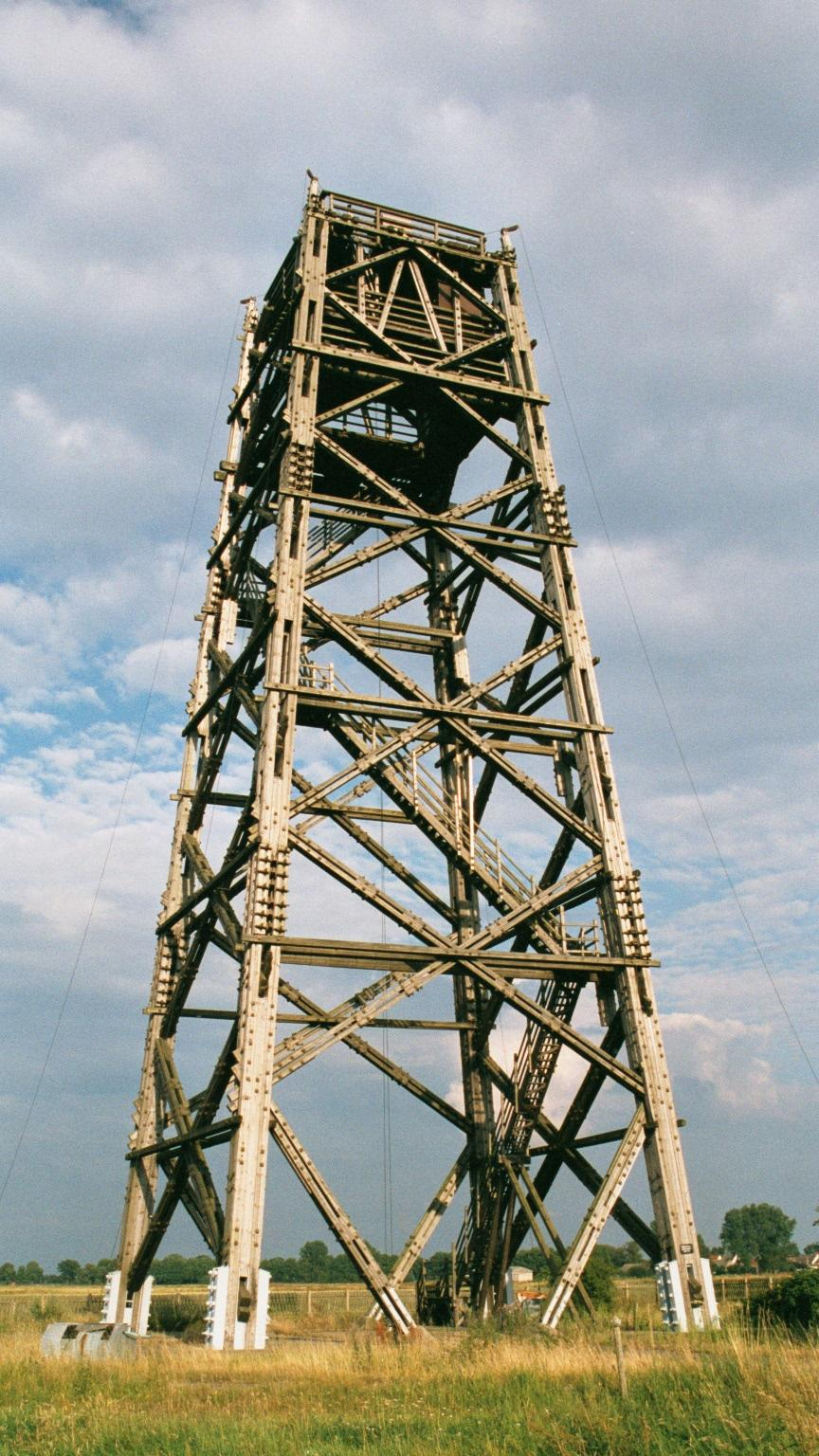
La tour Meßturm II

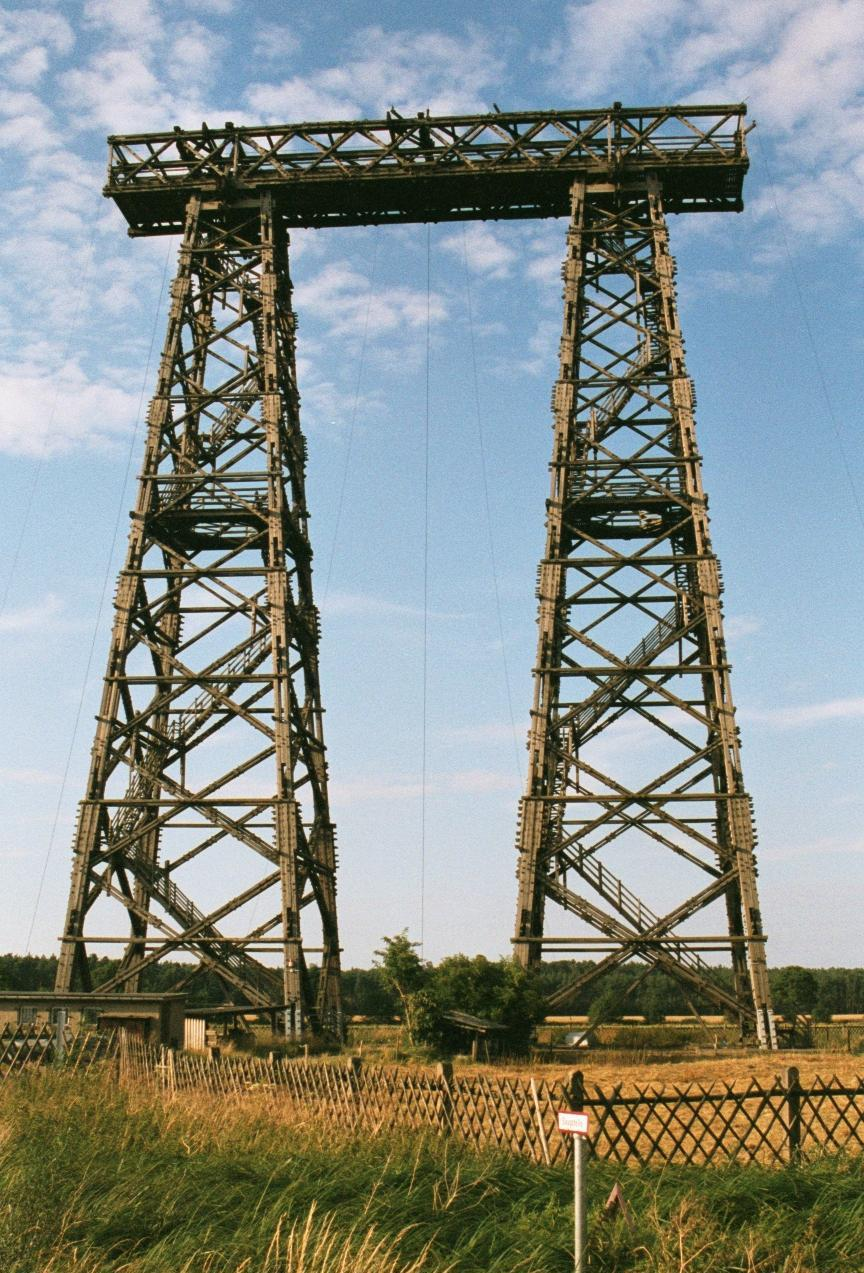
La tour Meßturm III

La Place de mesure d'antenne en Brueck est un ensemble d'antennes de mesure près de Brück, sud de Berlin.
Cette infrastructure fut établie en 1939. Il y a deux tours en bois (Meßturm II et Meßturm III) construite en 1963 de 54 mètres de haut. Meßturm I avait été construite en 1958 mais a été détruite dans un incendie en 1979.
Meßturm III a la particularité d'être composée de deux tours reliées en haut par un pont.